# Obliveon
Obliveon war eine kanadische Thrash- und Technical-Death-Metal-Band, die 1987 unter dem Namen Oblivion in Longueuil gegründet wurde und sich im Jahr 2002 wieder auflöste.

## Geschichte
Die Band wurde im Januar 1987 unter dem Namen Oblivion von Gitarrist Martin Gagné und Sänger und Bassist Stéphane Picard gegründet. Kurze Zeit später stieß noch Schlagzeuger Francis Giguère zur Besetzung. Im selben Jahre nahmen sie ihre ersten beiden Demos auf. Das erste im März und das zweite namens Whimsical Uproar... im September, wobei die Band sich zu diesem Zeitpunkt schon Obliveon nannte. Im Jahr 1989 verließ Schlagzeuger Giguère die Band und wurde durch Alain Demers ersetzt. Als zusätzlicher Gitarrist kam Pierre Rémillard zur Band. Zusammen nahmen sie das Demo Fiction of Veracity auf.
Im Jahr 1990 veröffentlichte die Band über Active Records ihr Debütalbum namens From This Day Forward. Durch den ausbleibenden Erfolg des Albums trennte sich die Gruppe jedoch bald wieder von dem Label. Das Album erschien nur in Europa, wurde jedoch später über Press Play Records in Kanada wiederveröffentlicht. Im Jahr 1993 folgte das zweite Album Nemesis in Eigenveröffentlichung, von dem rund 5.000 Stück abgesetzt wurden. Das Album wurde später ebenfalls erneut über Press Play Records wiederveröffentlicht. Im Jahr 1994 kam Bruno Bernier als neuer Sänger zur Band, sodass sich Stéphane Picard nun vollkommen auf sein Bassspiel konzentrieren konnte. Das dritte Album Cybervoid erschien im Jahr 1996 über A.S.A. Records, eine Unterabteilung von Cargo Records. Nach dem Bankrott von A.S.A. unterschrieb die Band einen Vertrag bei Hypnotic Records, um das Album auch in Europa veröffentlichen zu können. Die europäische Version enthielt ein Bonuslied namens Psychomatrix. Anfang Sommer 1998 wurde über Soundscape Music das Demo Whimsical Uproar erneut veröffentlicht, um das zehnjährige Bestehen der Band zu feiern. Im Jahr 1999 folgte das Album Carnivore Mothermouth. Durch den geringen Erfolg des Albums trennte sich die Band im Jahr 2002, nachdem sie am 31. Mai ihr letztes Konzert spielte. Im selben Jahr wurde die Best-Of-Kompilation Greatest Pits veröffentlicht. Außerdem wurden alle Alben erneut über Prodisk Records veröffentlicht.

## Stil
Das erste Demo der Band wird im Slayer-Fanzine als „durchschnittlicher Thrash Metal“ beschrieben, während das zweite Demo als „mehr oder weniger cooler technischer Death Metal“ charakterisiert wird. Die Band beschreibt ihre Musik als „Cyber-Thrash-Metal“.

## Diskografie
Als Oblivion
- 1987: Oblivion (Demo, Eigenveröffentlichung)

Als Obliveon
- 1987: Whimsical Uproar… (Demo, Eigenveröffentlichung)
- 1989: Fiction of Veracity (Demo, Eigenveröffentlichung)
- 1989: Pre-Production Demotape (Demo, Eigenveröffentlichung)
- 1990: From This Day Forward (Album, Active Records)
- 1993: Nemesis (Album, Eigenveröffentlichung)
- 1996: Cybervoid (Album, A.S.A. Records)
- 1998: Planet Claire (EP, Eigenveröffentlichung)
- 1999: Carnivore Mothermouth (Album, Hypnotic Records)
- 2002: Greatest Pits (Kompilation, Great White North Records)